# Don Schollander
Donald Arthur Schollander, detto Don (Charlotte, 30 aprile 1946), è un ex nuotatore statunitense.

## Biografia
Specializzato nello stile libero, l'angelo biondo, così è soprannominato, ha vinto quattro medaglie d'oro ai Giochi olimpici di Tokyo 1964: nei 100 m e 400 m sl e nelle staffette 4x100 m e 4x200 m sl; Alle Olimpiadi di Città del Messico 1968 ha vinto nuovamente la medaglia d'oro nella staffetta 4x200 m sl e l'argento nei 200 m sl. È diventato uno dei Membri dell'International Swimming Hall of Fame. È stato primatista mondiale sulle distanze dei 200 m (scendendo per primo sotto la barriera dei 2 minuti) e 400 m sl e delle staffette 4x100 m sl e 4x200 m sl.

## Palmarès
- Olimpiadi

Tokyo 1964: oro nei 100 m e 400 m sl e nelle staffette 4x100 m sl e 4x200 m sl.
Città del Messico 1968: oro nella staffette 4x200 m sl e argento nei 200 m sl.
- Giochi panamericani

1963 - San Paolo: argento nei 400 m sl.
1967 - Winnipeg: oro nei 200 m sl.

## Riconoscimenti
- World Swimmer of the Year: 1964